# Saracha potosina
Saracha potosina là loài thực vật có hoa trong họ Cà. Loài này được (Rob. & Greenm.) Averett miêu tả khoa học đầu tiên năm 1971.